# Mu'izz Al-Din Bahram Shah
Mu'izz Al-Din Bahram Shah, kallad Bahram, son till Iltutmish och sultan i Delhi sedan han intrigerat med det turkiska hovpartiet och störtat systern Radiyya Begum 1240. Han avsattes själv och mördades två år senare.